# Microtus felteni
Microtus felteni es una especie de roedor de la familia Cricetidae.

## Distribución geográfica
Se encuentra en Albania, Grecia,  Macedonia, Serbia y Montenegro. 